# Action en responsabilité
 (mai 2025).
Si vous disposez d'ouvrages ou d'articles de référence ou si vous connaissez des sites web de qualité traitant du thème abordé ici, merci de compléter l'article en donnant les références utiles à sa vérifiabilité et en les liant à la section « Notes et références ».
 (février 2009).
Les informations dans cet article sont mal organisées, redondantes, ou il existe des sections bien trop longues. Structurez-le ou soumettez des propositions en page de discussion.
Avec le temps, il arrive que le contenu présent dans un article devienne désordonné. Il est souvent nécessaire de réorganiser l'article de fond en comble.
- Il faut tout d’abord répartir le contenu de l'article en plusieurs sections. Les informations doivent ensuite être exposées clairement et le plus synthétiquement possible, regroupées par sujet afin d'éviter les doublons. Quelqu'un cherchant une information précise doit pouvoir la trouver rapidement en lisant la section appropriée.
- À l'intérieur de chaque section, le texte, souvent initialement sous la forme de phrases éparses, doit être regroupé dans des paragraphes de quelques lignes, en assurant un enchaînement logique et une cohérence entre les phrases.
- Lorsque l'article ou l'une de ses sections développe trop longuement un point qui n'est pas dans le cœur du sujet traité, il convient de faire une synthèse et de transférer l'ancien contenu dans des articles plus appropriés (en cas de transfert, il faut impérativement respecter la procédure Aide:Scission).

Si vous pensez que ces points ont été résolus, vous pouvez retirer ce bandeau et améliorer le plan d'un autre article.
L'action en responsabilité désigne, en droit de l'Union européenne, une action à l'initiative d'une personne morale ou physique qui vise à engager la responsabilité de l'Union européenne. 
Elle concerne deux contentieux distincts : 
- la responsabilité contractuelle : elle vise à établir la violation par l'Union européenne de l’une de ses obligations contractuelles. Elle relève de la compétence des juridictions nationales, à moins qu'une clause compromissoire ne prévoit la compétence des juridictions communautaires.
- la responsabilité extra-contractuelle : elle vise à réparer un préjudice commis par l'Union européenne qui ne trouve pas sa cause dans la violation d'une obligation contractuelle. Ce contentieux relève de la compétence des juridictions communautaires.

## Responsabilité extra-contractuelle

### Fait générateur

#### Imputabilité à l'Union européenne
Le fait générateur de responsabilité peut avoir été causé par un agent de l'Union européenne dans l'exercice de ses fonctions ou bien par les décisions des institutions européennes elles-mêmes.
La responsabilité de l'Union européenne peut être engagée du fait de l'action des agents de l'Union européenne dans l’exercice de leurs fonctions. Selon l’arrêt Sayag (CJCE, 10 juillet 1969, Sayag, aff. 9/69), « la Communauté n’est responsable que de ceux des actes de ses agents qui, en vertu d’un rapport interne et direct constituent le prolongement nécessaire des missions confiées aux institutions ». Si tel n’est pas le cas, la compétence revient à la juridiction nationale compétente en fonction du lieu du dommage qui statuera au vu de la loi nationale applicable.
La responsabilité de la Communauté peut être engagée du fait des décisions des institutions elles-mêmes. Ce contentieux est le plus important actuellement et fera l’objet de la suite de cet article.

##### Un fait illicite ou licite
Classiquement, le fait générateur peut être un fait illicite.
Toutefois, depuis quelque temps, la jurisprudence communautaire admet l’idée d’une responsabilité de la Communauté du fait d’un acte licite.
Ce mouvement jurisprudentiel novateur a été initié par l’arrêt De Boer Buizen de 1987 (CJCE, 29 septembre 1987, De Boer Buizen contre Conseil et Commission, aff. 81/86), qui a admis que la responsabilité extra-contractuelle de la Communauté pouvait être engagée alors même que l’illégalité du comportement imputé aux institutions communautaires n’était pas établie.
Par l’arrêt Dorsch Consult de 2000 (CJCE, 15 juin 2000, Dorsch Consult contre Conseil et Commission, aff. C-237/98), la Cour a précisé que « la responsabilité non contractuelle de la Communauté ne saurait être engagée en raison d'un acte «licite» que si les trois conditions, à savoir la réalité du préjudice prétendument subi, le lien de causalité entre celui-ci et l'acte reproché aux institutions de la Communauté ainsi que le caractère anormal et spécial de ce préjudice, sont cumulativement remplies. »
Ainsi, l’engagement de cette responsabilité est soumis à des conditions plus strictes puisque le requérant doit faire état d’un préjudice anormal et spécial.
- Le préjudice va être spécial lorsqu’il va affecter une catégorie particulière d’opérateurs économiques d’une façon disproportionnée par rapport aux autres opérateurs.
- « Un préjudice est anormal lorsqu’il dépasse les limites des risques inhérents aux activités dans le secteur concerné » (arrêt Dorsch Consult contre Commission)

### Conditions d'exercice de l'action
L’action en responsabilité est ouverte à toute personne physique ou morale lésée.
Cet accès large au prétoire de la Cour s’explique par le but même de ce recours. En effet, il ne tend pas « à la suppression d’une mesure déterminée ou à la constatation d’une carence, mais à la réparation, uniquement à l’égard du requérant, du préjudice causé par une institution » (CJCE,2 décembre 1971,Zuckerfabrik, aff. 5/71).
Il n’en demeure pas moins que la recevabilité du recours est soumise à plusieurs conditions :
- une condition de délai : prescription quinquennale
- une condition tenant à la formulation de la requête : pour être recevable, « toute requête doit contenir l’indication de l’objet du litige et l’exposé sommaire des moyens invoqués ». Ces éléments doivent répondre à une exigence de précision et de clarté.

### Jugement
Jusqu'alors le juge communautaire n’avait, dans le cadre de l’action en responsabilité extra-contractuelle de la Communauté, que deux pouvoirs : celui de fixer le montant de la réparation qui ne pouvait être que pécuniaire et celui de constater l’existence d’un préjudice futur mais certain (CJCE,2 juin 1976, Kampffmeyer contre Conseil et Commission, aff. 56/74) et même de condamner à réparation à ce titre l’institution en cause
Avec l’arrêt Galileo de 2006 (TPICE, 10 mai 2006, Galileo contre Commission, aff. T-279/03) le juge communautaire va admettre l’idée d’adresser des injonctions à l’institution en cause pour que celle-ci fasse cesser le préjudice.
La responsabilité de la l'Union européenne du fait d’un acte illégal ne peut être engagé que si trois conditions sont remplies :
- la première condition concerne l’illégalité du comportement reproché sachant que celui-ci doit consister en une violation suffisamment caractérisée d’une règle de droit ayant pour objet de conférer des droits aux particuliers.
- la deuxième condition touche à la réalité du dommage. Au niveau communautaire, il s’agit majoritairement de dommage économique. Cela signifie que le dommage doit être réel et certain ainsi qu’évaluable. Condition souple car un préjudice futur peut être considéré comme réel dès lors qu’il n’est pas trop incertain.
- Enfin, doit exister un lien de causalité entre le comportement allégué et le préjudice invoqué. Cela signifie que « le préjudice allégué doit découler de façon suffisamment directe du comportement reproché, c’est-à-dire que ce comportement doit être la cause déterminante du préjudice ».